# الدیا دا پانت
الدیا دا پانت (به پرتغالی: Aldeia da Ponte) یک سکونتگاه مسکونی در پرتغال است.

## خصوصیات
الدیا دا پانت ۳۴۰ نفر جمعیت دارد.